# Йордан Кюстендилец
Йордан (Юрдан) Георгиев – Кюстендилец е български революционер, скопски войвода на Вътрешната македоно-одринска революционна организация.

## Биография
Йордан Кюстендилец е роден в 1880 година в кюстендилското село Граница. В 1904 година, докато е войник на редовна служба в 13-и пехотен полк дезертира, влиза в Македония и в Скопие се присъединява към ВМОРО. След престой в града оглавява чета от 5-6 души, с която действа в Църногорията. Опитва се да постигне мир със сръбските чети, като пише писмо на сръбския консул в Скопие Михайло Ристич. В 1905 година се сражава със сръбска чета в местността Под село край Глухово.
Отново навлиза в Македония през септември 1905 година с Петър Ангелов, но е отстранен от четата през ноември.